# Lista siturilor arheologice din județul Prahova - V
Lista siturilor arheologice din județul Prahova - V conține toate siturile arheologice din județul Prahova înscrise în Repertoriul Arheologic Național (RAN) și aflate în localități al căror nume începe cu litera V. RAN este administrat de Ministerul Culturii și Patrimoniului Național și cuprinde date științifice, cartografice, topografice, imagini și planuri, precum și orice alte informații privitoare la zonele cu potențial arheologic, studiate sau nu, încă existente sau dispărute.
Puteți căuta un sit din localitățile care încep cu litera V folosind formularul de mai jos sau puteți naviga prin toate siturile din județ la Lista siturilor arheologice din județul Prahova.
| Cod RAN                                   | Denumire | Localitate                                        | Adresă                                    | Datare                                        | Descoperit             | Coordonate                                    | Imagine           | Erori            |
| ----------------------------------------- | --- | ------------------------------------------------- | ----------------------------------------- | --------------------------------------------- | ---------------------- | --------------------------------------------- | ----------------- | ---------------- |
| 133321.01.01 (Cod LMI: PH-I-s-B-16219)    | Așezarea Latene de la Vadu Săpat - "Spre șapte plopi" / ansamblu anonim (Categorie: locuire civilă) (Tip: Așezare)                                          | sat Vadu Săpat, comuna Vadu Săpat                 | Spre șapte plopi                          | geto-dacică sec. IV - I î.Hr.                 |                        |                                               | Încărcați imagine | Raportați eroare |
| 133321.02.01 (Cod LMI: PH-I-m-B-16220.02) | Situl arheologic de la Vadu Săpat - "La Floreasca" / ansamblu anonim (Categorie: locuire civilă) (Tip: Așezare)                                             | sat Vadu Săpat, comuna Vadu Săpat                 | La Floreasca                              | Starčevo - Criș                               |                        |                                               | Încărcați imagine | Raportați eroare |
| 133321.02.02 (Cod LMI: PH-I-m-B-16220.01) | Situl arheologic de la Vadu Săpat - "La Floreasca" / ansamblu anonim (Categorie: locuire civilă) (Tip: Așezare)                                             | sat Vadu Săpat, comuna Vadu Săpat                 | La Floreasca                              |                                               |                        |                                               | Încărcați imagine | Raportați eroare |
| 133321.03.01 (Cod LMI: PH-I-m-A-16221.09) | Situl arheologic de la Vadu Săpat-"La Siliște", "Hulă" și "Puțul lui Burciu" / ansamblu anonim (Categorie: locuire) (Tip: Așezare)                          | sat Vadu Săpat, comuna Vadu Săpat                 | La Siliște și Hulă și Puțul lui Burciu    |                                               |                        |                                               | Încărcați imagine | Raportați eroare |
| 133321.03.02 (Cod LMI: PH-I-s-A-16221)    | Situl arheologic de la Vadu Săpat-"La Siliște", "Hulă" și "Puțul lui Burciu" / ansamblu anonim (Categorie: locuire) (Tip: Necropolă)                        | sat Vadu Săpat, comuna Vadu Săpat                 | La Siliște și Hulă și Puțul lui Burciu    |                                               |                        |                                               | Încărcați imagine | Raportați eroare |
| 133321.03.03 (Cod LMI: PH-I-m-A-16221.10) | Situl arheologic de la Vadu Săpat-"La Siliște", "Hulă" și "Puțul lui Burciu" / ansamblu anonim (Categorie: locuire) (Tip: Așezare)                          | sat Vadu Săpat, comuna Vadu Săpat                 | La Siliște și Hulă și Puțul lui Burciu    |                                               |                        |                                               | Încărcați imagine | Raportați eroare |
| 133321.03.04 (Cod LMI: PH-I-m-A-16221.08) | Situl arheologic de la Vadu Săpat-"La Siliște", "Hulă" și "Puțul lui Burciu" / ansamblu anonim (Categorie: locuire) (Tip: Necropolă)                        | sat Vadu Săpat, comuna Vadu Săpat                 | La Siliște și Hulă și Puțul lui Burciu    |                                               |                        |                                               | Încărcați imagine | Raportați eroare |
| 133321.03.05 (Cod LMI: PH-I-m-A-16221.07) | Situl arheologic de la Vadu Săpat-"La Siliște", "Hulă" și "Puțul lui Burciu" / ansamblu anonim (Categorie: locuire) (Tip: Așezare)                          | sat Vadu Săpat, comuna Vadu Săpat                 | La Siliște și Hulă și Puțul lui Burciu    | geto-dacică sec. V - II a. Chr.               |                        |                                               | Încărcați imagine | Raportați eroare |
| 133321.03.06 (Cod LMI: PH-I-s-A-16221)    | Situl arheologic de la Vadu Săpat-"La Siliște", "Hulă" și "Puțul lui Burciu" / ansamblu anonim (Categorie: locuire) (Tip: Necropolă)                        | sat Vadu Săpat, comuna Vadu Săpat                 | La Siliște și Hulă și Puțul lui Burciu    | geto-dacică sec. V - II a. Chr.               |                        |                                               | Încărcați imagine | Raportați eroare |
| 133321.03.07 (Cod LMI: PH-I-m-A-16221.05) | Situl arheologic de la Vadu Săpat-"La Siliște", "Hulă" și "Puțul lui Burciu" / ansamblu anonim (Categorie: locuire) (Tip: Așezare)                          | sat Vadu Săpat, comuna Vadu Săpat                 | La Siliște și Hulă și Puțul lui Burciu    | sec. II - III                                 |                        |                                               | Încărcați imagine | Raportați eroare |
| 133321.03.08 (Cod LMI: PH-I-s-A-16221)    | Situl arheologic de la Vadu Săpat-"La Siliște", "Hulă" și "Puțul lui Burciu" / ansamblu anonim (Categorie: locuire) (Tip: Necropolă)                        | sat Vadu Săpat, comuna Vadu Săpat                 | La Siliște și Hulă și Puțul lui Burciu    | sec. II - III                                 |                        |                                               | Încărcați imagine | Raportați eroare |
| 133321.03.09 (Cod LMI: PH-I-s-A-16221)    | Situl arheologic de la Vadu Săpat-"La Siliște", "Hulă" și "Puțul lui Burciu" / ansamblu anonim (Categorie: locuire) (Tip: Așezare)                          | sat Vadu Săpat, comuna Vadu Săpat                 | La Siliște și Hulă și Puțul lui Burciu    | sec. IV - V                                   |                        |                                               | Încărcați imagine | Raportați eroare |
| 133321.03.10 (Cod LMI: PH-I-m-A-16221.06) | Situl arheologic de la Vadu Săpat-"La Siliște", "Hulă" și "Puțul lui Burciu" / ansamblu anonim (Categorie: locuire) (Tip: Necropolă)                        | sat Vadu Săpat, comuna Vadu Săpat                 | La Siliște și Hulă și Puțul lui Burciu    | sec. IV - V                                   |                        |                                               | Încărcați imagine | Raportați eroare |
| 133321.03.11 (Cod LMI: PH-I-m-A-16221.03) | Situl arheologic de la Vadu Săpat-"La Siliște", "Hulă" și "Puțul lui Burciu" / ansamblu anonim (Categorie: locuire) (Tip: Așezare)                          | sat Vadu Săpat, comuna Vadu Săpat                 | La Siliște și Hulă și Puțul lui Burciu    | sec. V - VII                                  |                        |                                               | Încărcați imagine | Raportați eroare |
| 133321.03.12 (Cod LMI: PH-I-m-A-16221.04) | Situl arheologic de la Vadu Săpat-"La Siliște", "Hulă" și "Puțul lui Burciu" / ansamblu anonim (Categorie: locuire) (Tip: Necropolă)                        | sat Vadu Săpat, comuna Vadu Săpat                 | La Siliște și Hulă și Puțul lui Burciu    | sec. V - VII                                  |                        |                                               | Încărcați imagine | Raportați eroare |
| 133321.03.13 (Cod LMI: PH-I-m-A-16221.01) | Situl arheologic de la Vadu Săpat-"La Siliște", "Hulă" și "Puțul lui Burciu" / ansamblu anonim (Categorie: locuire) (Tip: Așezare)                          | sat Vadu Săpat, comuna Vadu Săpat                 | La Siliște și Hulă și Puțul lui Burciu    | sec. XVI - XVII                               |                        |                                               | Încărcați imagine | Raportați eroare |
| 133321.03.14 (Cod LMI: PH-I-m-A-16221.02) | Situl arheologic de la Vadu Săpat-"La Siliște", "Hulă" și "Puțul lui Burciu" / ansamblu anonim (Categorie: locuire) (Tip: necropola)                        | sat Vadu Săpat, comuna Vadu Săpat                 | La Siliște și Hulă și Puțul lui Burciu    | sec. XVI - XVII                               |                        |                                               | Încărcați imagine | Raportați eroare |
| 133321.04.01 (Cod LMI: PH-I-m-B-16222.02) | Situl arheologic de la Vadu Săpat - "La Dovîncescu" / ansamblu anonim (Categorie: locuire civilă) (Tip: Așezare)                                            | sat Vadu Săpat, comuna Vadu Săpat                 | La Dovîncescu                             | sec. V - VII                                  |                        | 45°02′32″N 26°22′59″E / 45.0422°N 26.38299°E  | Încărcați imagine | Raportați eroare |
| 133321.04.02 (Cod LMI: PH-I-m-B-16222.01) | Situl arheologic de la Vadu Săpat - "La Dovîncescu" / ansamblu anonim (Categorie: locuire civilă) (Tip: Așezare)                                            | sat Vadu Săpat, comuna Vadu Săpat                 | La Dovîncescu                             | sec. VIII - X                                 |                        | 45°02′32″N 26°22′59″E / 45.0422°N 26.38299°E  | Încărcați imagine | Raportați eroare |
| 133321.05.01 (Cod LMI: PH-I-s-B-16223)    | Așezarea din epoca migrațiilor de la Vadu Săpat - "Cotul Malului" / ansamblu anonim (Categorie: locuire civilă) (Tip: Așezare)                              | sat Vadu Săpat, comuna Vadu Săpat                 | Cotul Malului                             | sec. V - VII                                  |                        | 45°02′15″N 26°22′21″E / 45.03756°N 26.37244°E | Încărcați imagine | Raportați eroare |
| 133321.05.02 (Cod LMI: PH-I-s-B-16223)    | Așezarea din epoca migrațiilor de la Vadu Săpat - "Cotul Malului" / ansamblu anonim (Categorie: locuire civilă) (Tip: Așezare)                              | sat Vadu Săpat, comuna Vadu Săpat                 | Cotul Malului                             | sec. VIII-X                                   |                        | 45°02′15″N 26°22′21″E / 45.03756°N 26.37244°E | Încărcați imagine | Raportați eroare |
| 133321.06.01 (Cod LMI: PH-I-s-B-16224)    | Așezarea Latene de la Vadu Săpat - "Combinatul de vinificație" / ansamblu anonim (Categorie: locuire civilă) (Tip: Așezare)                                 | sat Vadu Săpat, comuna Vadu Săpat                 | Combinatul de vinificație                 | geto-dacică sec. II î.Hr. - sec. I d.Hr.      |                        | 45°02′03″N 26°23′47″E / 45.03405°N 26.39631°E | Încărcați imagine | Raportați eroare |
| 133321.07.01 (Cod LMI: PH-I-s-B-16225)    | Așezarea Monteoru de la Vadu Săpat - "La Stănescu" / ansamblu anonim (Categorie: locuire civilă) (Tip: Așezare)                                             | sat Vadu Săpat, comuna Vadu Săpat                 | La Stănescu                               | Monteoru                                      |                        |                                               | Încărcați imagine | Raportați eroare |
| 135958.01.01 (Cod LMI: PH-I-s-B-16226)    | Așezarea hallstattiană de la Valea Călugărească / ansamblu anonim (Categorie: locuire civilă) (Tip: Așezare)                                                | sat Valea Călugărească, comuna Valea Călugărească |                                           | Hallstatt                                     |                        | 44°57′30″N 26°08′28″E / 44.95833°N 26.14111°E | Încărcați imagine | Raportați eroare |
| 133777.01.01 (Cod LMI: PH-I-s-B-16227)    | Așezarea din epoca migrațiilor de la Valea Cucului - "Biserica Veche" / ansamblu anonim (Categorie: locuire civilă) (Tip: Așezare)                          | sat Valea Cucului, comuna Iordăcheanu             | Biserica Veche                            | Sântana de Mureș - Cerneahov sec. IV - V      |                        | 45°03′28″N 26°13′35″E / 45.05778°N 26.22639°E | Încărcați imagine | Raportați eroare |
| 132798.01.01 (Cod LMI: PH-I-s-B-16230)    | Situl arheologic de la Vâlcelele - "La Cetate" / ansamblu anonim (Categorie: locuire civilă) (Tip: Așezare)                                                 | sat Vâlcelele, comuna Colceag                     | La Cetate                                 |                                               |                        | 44°56′10″N 26°22′19″E / 44.93611°N 26.37194°E | Încărcați imagine | Raportați eroare |
| 132798.01.02 (Cod LMI: PH-I-m-B-16230.02) | Situl arheologic de la Vâlcelele - "La Cetate" / ansamblu anonim (Categorie: locuire civilă) (Tip: Așezare)                                                 | sat Vâlcelele, comuna Colceag                     | La Cetate                                 | sec. IV - V                                   |                        | 44°56′10″N 26°22′19″E / 44.93611°N 26.37194°E | Încărcați imagine | Raportați eroare |
| 132798.01.03 (Cod LMI: PH-I-m-B-16230.01) | Situl arheologic de la Vâlcelele - "La Cetate" / ansamblu anonim (Categorie: locuire civilă) (Tip: Așezare)                                                 | sat Vâlcelele, comuna Colceag                     | La Cetate                                 | sec. IX - X                                   |                        | 44°56′10″N 26°22′19″E / 44.93611°N 26.37194°E | Încărcați imagine | Raportați eroare |
| 132477.01.01 (Cod LMI: PH-I-s-B-16228)    | Așezarea din epoca migrațiilor de la Valea Scheilor - Valea Scheilor / ansamblu anonim (Categorie: locuire civilă) (Tip: Așezare)                           | sat Valea Scheilor, comuna Călugăreni             | Valea Scheilor                            | sec. IV - VI                                  |                        | 45°04′48″N 26°23′57″E / 45.08°N 26.39917°E    | Încărcați imagine | Raportați eroare |
| 133321.08.03                              | Situl arheologic de la Vadu Săpat - "Puțul Tătarului" / ansamblu anonim (Categorie: locuire civilă) (Tip: Așezare)                                          | sat Vadu Săpat, comuna Vadu Săpat                 | Puțul Tătarului                           | Ipotești - Cândești sec. V - VII              |                        |                                               | Încărcați imagine | Raportați eroare |
| 133321.08.04                              | Situl arheologic de la Vadu Săpat - "Puțul Tătarului" / ansamblu anonim (Categorie: locuire civilă) (Tip: Așezare)                                          | sat Vadu Săpat, comuna Vadu Săpat                 | Puțul Tătarului                           | sec. XV-XVI                                   |                        |                                               | Încărcați imagine | Raportați eroare |
| 133321.08.01                              | Situl arheologic de la Vadu Săpat - "Puțul Tătarului" / ansamblu anonim (Categorie: locuire civilă) (Tip: așezare)                                          | sat Vadu Săpat, comuna Vadu Săpat                 | Puțul Tătarului                           | La Tène sec. IV - II a. Chr.                  |                        |                                               | Încărcați imagine | Raportați eroare |
| 133321.08.05                              | Situl arheologic de la Vadu Săpat - "Puțul Tătarului" / ansamblu anonim (Categorie: locuire civilă) (Tip: Așezare)                                          | sat Vadu Săpat, comuna Vadu Săpat                 | Puțul Tătarului                           | sec. XVII - XVIII                             |                        |                                               | Încărcați imagine | Raportați eroare |
| 133321.08.02                              | Situl arheologic de la Vadu Săpat - "Puțul Tătarului" / ansamblu anonim (Categorie: locuire civilă) (Tip: Locuire)                                          | sat Vadu Săpat, comuna Vadu Săpat                 | Puțul Tătarului                           | Sântana de Mureș - Cerneahov sec. IV          |                        |                                               | Încărcați imagine | Raportați eroare |
| 133786.01.01 (Cod LMI: PH-II-a-A-16854)   | Mănăstirea medievală Vărbila - Ferma Plavia / ansamblu Mănăstirea Vărbila / complex anonim (Categorie: structură de cult/religioasă) (Tip: Mănăstire)       | sat Vărbila, comuna Iordăcheanu                   | Ferma Plavia                              | 1539                                          |                        | 45°02′47″N 26°11′33″E / 45.04639°N 26.1925°E  | Încărcați imagine | Raportați eroare |
| 133786.01.01 (Cod LMI: PH-II-a-A-16854)   | Mănăstirea medievală Vărbila - Ferma Plavia / ansamblu Mănăstirea Vărbila / complex anonim (Categorie: structură de cult/religioasă) (Tip: beci)            | sat Vărbila, comuna Iordăcheanu                   | Ferma Plavia                              | mijl sec. XVII                                |                        | 45°02′47″N 26°11′33″E / 45.04639°N 26.1925°E  | Încărcați imagine | Raportați eroare |
| 133786.01.01 (Cod LMI: PH-II-a-A-16854)   | Mănăstirea medievală Vărbila - Ferma Plavia / ansamblu Mănăstirea Vărbila / complex anonim (Categorie: structură de cult/religioasă) (Tip: zid de incintă)  | sat Vărbila, comuna Iordăcheanu                   | Ferma Plavia                              | mijl sec. XVII                                |                        | 45°02′47″N 26°11′33″E / 45.04639°N 26.1925°E  | Încărcați imagine | Raportați eroare |
| 133786.01.01 (Cod LMI: PH-II-a-A-16854)   | Mănăstirea medievală Vărbila - Ferma Plavia / ansamblu Mănăstirea Vărbila / complex anonim (Categorie: structură de cult/religioasă) (Tip: turn clopotniță) | sat Vărbila, comuna Iordăcheanu                   | Ferma Plavia                              | mijl sec. XVII                                |                        | 45°02′47″N 26°11′33″E / 45.04639°N 26.1925°E  | Încărcați imagine | Raportați eroare |
| 133786.01.02 (Cod LMI: PH-II-a-A-16854)   | Mănăstirea medievală Vărbila - Ferma Plavia / ansamblu Biserica "Adormirea Maicii Domnului" (Categorie: structură de cult/religioasă) (Tip: Biserică)       | sat Vărbila, comuna Iordăcheanu                   | Ferma Plavia                              | 1539                                          |                        | 45°02′47″N 26°11′33″E / 45.04639°N 26.1925°E  | Încărcați imagine | Raportați eroare |
| 133321.09.01                              | Situl arheologic de la Vadu Săpat - La Hulă - Budureasca 7 / ansamblu anonim(Budureasca 7) (Categorie: așezare) (Tip: așezare)                              | sat Vadu Săpat, comuna Vadu Săpat                 | La Hulă - Budureasca 7                    | Coslogeni                                     | Victor Teodorescu 1959 |                                               | Încărcați imagine | Raportați eroare |
| 133321.09.02                              | Situl arheologic de la Vadu Săpat - La Hulă - Budureasca 7 / ansamblu anonim(Budureasca 7) (Categorie: așezare) (Tip: așezare)                              | sat Vadu Săpat, comuna Vadu Săpat                 | La Hulă - Budureasca 7                    | Hallstatt - I                                 | Victor Teodorescu 1959 |                                               | Încărcați imagine | Raportați eroare |
| 133321.09.04                              | Situl arheologic de la Vadu Săpat - La Hulă - Budureasca 7 / ansamblu anonim(Budureasca 7) (Categorie: așezare) (Tip: așezare)                              | sat Vadu Săpat, comuna Vadu Săpat                 | La Hulă - Budureasca 7                    | La Tène - II                                  | Victor Teodorescu 1959 |                                               | Încărcați imagine | Raportați eroare |
| 133321.09.03                              | Situl arheologic de la Vadu Săpat - La Hulă - Budureasca 7 / ansamblu anonim(Budureasca 7) (Categorie: așezare) (Tip: Necropolă)                            | sat Vadu Săpat, comuna Vadu Săpat                 | La Hulă - Budureasca 7                    | Hallstatt - III                               | Victor Teodorescu 1959 |                                               | Încărcați imagine | Raportați eroare |
| 133321.09.05                              | Situl arheologic de la Vadu Săpat - La Hulă - Budureasca 7 / ansamblu anonim(Budureasca 7) (Categorie: așezare) (Tip: așezare)                              | sat Vadu Săpat, comuna Vadu Săpat                 | La Hulă - Budureasca 7                    | Sântana de Mureș - Cerneahov sec.III-IV d.Hr. | Victor Teodorescu 1959 |                                               | Încărcați imagine | Raportați eroare |
| 133321.09.06                              | Situl arheologic de la Vadu Săpat - La Hulă - Budureasca 7 / ansamblu anonim(Budureasca 7) (Categorie: așezare) (Tip: așezare)                              | sat Vadu Săpat, comuna Vadu Săpat                 | La Hulă - Budureasca 7                    | Cireșanu sec. IV-V d.Hr.                      | Victor Teodorescu 1959 |                                               | Încărcați imagine | Raportați eroare |
| 133321.09.07                              | Situl arheologic de la Vadu Săpat - La Hulă - Budureasca 7 / ansamblu anonim(Budureasca 7) (Categorie: așezare) (Tip: așezare)                              | sat Vadu Săpat, comuna Vadu Săpat                 | La Hulă - Budureasca 7                    | Ipotești - Cândești sec. V-VII d.Hr.          | Victor Teodorescu 1959 |                                               | Încărcați imagine | Raportați eroare |
| 133321.10.01                              | Situl arheologic de la Vadu Săpat - Budureasca 9 - Puțul lui Burciu / ansamblu anonim (Categorie: așezare) (Tip: așezare)                                   | sat Vadu Săpat, comuna Vadu Săpat                 | La Puțul lui Burciu, Budureasca 9         | La Tène sec. IV-II î.Hr.                      | 1963                   |                                               | Încărcați imagine | Raportați eroare |
| 133321.10.02                              | Situl arheologic de la Vadu Săpat - Budureasca 9 - Puțul lui Burciu / ansamblu anonim (Categorie: așezare) (Tip: așezare)                                   | sat Vadu Săpat, comuna Vadu Săpat                 | La Puțul lui Burciu, Budureasca 9         | Ipotești - Cândești sec. V-VII d.Hr.          | 1963                   |                                               | Încărcați imagine | Raportați eroare |
| 133321.11.01                              | Situl arheologic de la Vadu Săpat - Budureasca 1 - Valea Pietrei - Nord / ansamblu anonim (Categorie: așezare) (Tip: așezare)                               | sat Vadu Săpat, comuna Vadu Săpat                 | Budureasca 1 - Valea Pietrei - Nord       |                                               | 1959                   |                                               | Încărcați imagine | Raportați eroare |
| 133321.11.02                              | Situl arheologic de la Vadu Săpat - Budureasca 1 - Valea Pietrei - Nord / ansamblu anonim (Categorie: așezare) (Tip: așezare)                               | sat Vadu Săpat, comuna Vadu Săpat                 | Budureasca 1 - Valea Pietrei - Nord       |                                               | 1959                   |                                               | Încărcați imagine | Raportați eroare |
| 133321.11.03                              | Situl arheologic de la Vadu Săpat - Budureasca 1 - Valea Pietrei - Nord / ansamblu anonim (Categorie: așezare) (Tip: așezare)                               | sat Vadu Săpat, comuna Vadu Săpat                 | Budureasca 1 - Valea Pietrei - Nord       |                                               | 1959                   |                                               | Încărcați imagine | Raportați eroare |
| 133321.11.04                              | Situl arheologic de la Vadu Săpat - Budureasca 1 - Valea Pietrei - Nord / ansamblu anonim (Categorie: așezare) (Tip: așezare)                               | sat Vadu Săpat, comuna Vadu Săpat                 | Budureasca 1 - Valea Pietrei - Nord       | Noua                                          | 1959                   |                                               | Încărcați imagine | Raportați eroare |
| 133321.11.05                              | Situl arheologic de la Vadu Săpat - Budureasca 1 - Valea Pietrei - Nord / ansamblu anonim (Categorie: așezare) (Tip: necropola)                             | sat Vadu Săpat, comuna Vadu Săpat                 | Budureasca 1 - Valea Pietrei - Nord       |                                               | 1959                   |                                               | Încărcați imagine | Raportați eroare |
| 133321.11.06                              | Situl arheologic de la Vadu Săpat - Budureasca 1 - Valea Pietrei - Nord / ansamblu anonim (Categorie: așezare) (Tip: necropola)                             | sat Vadu Săpat, comuna Vadu Săpat                 | Budureasca 1 - Valea Pietrei - Nord       |                                               | 1959                   |                                               | Încărcați imagine | Raportați eroare |
| 133321.11.07                              | Situl arheologic de la Vadu Săpat - Budureasca 1 - Valea Pietrei - Nord / ansamblu anonim (Categorie: așezare) (Tip: așezare)                               | sat Vadu Săpat, comuna Vadu Săpat                 | Budureasca 1 - Valea Pietrei - Nord       | Ipotești - Cândești sec. V-VII d.Ch.          | 1959                   |                                               | Încărcați imagine | Raportați eroare |
| 133321.13.01                              | Situl arheologic de la Vadu Săpat - Budureasca 3 - La Greci / ansamblu anonim (Categorie: așezare) (Tip: așezare)                                           | sat Vadu Săpat, comuna Vadu Săpat                 | La Greci                                  | Gumelnița                                     | 1959                   |                                               | Încărcați imagine | Raportați eroare |
| 133321.13.02                              | Situl arheologic de la Vadu Săpat - Budureasca 3 - La Greci / ansamblu anonim (Categorie: așezare) (Tip: Necropolă)                                         | sat Vadu Săpat, comuna Vadu Săpat                 | La Greci                                  | Monteoru                                      | 1959                   |                                               | Încărcați imagine | Raportați eroare |
| 133321.13.03                              | Situl arheologic de la Vadu Săpat - Budureasca 3 - La Greci / ansamblu anonim (Categorie: așezare) (Tip: Necropolă)                                         | sat Vadu Săpat, comuna Vadu Săpat                 | La Greci                                  | Hallstatt - D                                 | 1959                   |                                               | Încărcați imagine | Raportați eroare |
| 133321.13.04                              | Situl arheologic de la Vadu Săpat - Budureasca 3 - La Greci / ansamblu anonim (Categorie: așezare) (Tip: așezare)                                           | sat Vadu Săpat, comuna Vadu Săpat                 | La Greci                                  | La Tène - I și II                             | 1959                   |                                               | Încărcați imagine | Raportați eroare |
| 133321.13.05                              | Situl arheologic de la Vadu Săpat - Budureasca 3 - La Greci / ansamblu anonim (Categorie: așezare) (Tip: Necropolă)                                         | sat Vadu Săpat, comuna Vadu Săpat                 | La Greci                                  | La Tène                                       | 1959                   |                                               | Încărcați imagine | Raportați eroare |
| 133321.13.06                              | Situl arheologic de la Vadu Săpat - Budureasca 3 - La Greci / ansamblu anonim (Categorie: așezare) (Tip: așezare)                                           | sat Vadu Săpat, comuna Vadu Săpat                 | La Greci                                  | Cireșanu sec. IV - V d.Ch.                    | 1959                   |                                               | Încărcați imagine | Raportați eroare |
| 133321.13.07                              | Situl arheologic de la Vadu Săpat - Budureasca 3 - La Greci / ansamblu anonim (Categorie: așezare) (Tip: așezare)                                           | sat Vadu Săpat, comuna Vadu Săpat                 | La Greci                                  | Ipotești - Cândești sec. V - VII              | 1959                   |                                               | Încărcați imagine | Raportați eroare |
| 133321.14.01                              | Situl arheologic de la Vadu Săpat - Oncești - Budureasca 5 / ansamblu anonim (Categorie: locuire) (Tip: așezare)                                            | sat Vadu Săpat, comuna Vadu Săpat                 | Oncești - Budureasca 5                    | Criș - III                                    | 1961                   | 45°02′51″N 26°21′34″E / 45.0475°N 26.35944°E  | Încărcați imagine | Raportați eroare |
| 133321.14.02                              | Situl arheologic de la Vadu Săpat - Oncești - Budureasca 5 / ansamblu anonim (Categorie: locuire) (Tip: așezare)                                            | sat Vadu Săpat, comuna Vadu Săpat                 | Oncești - Budureasca 5                    | Cernavoda I                                   | 1961                   | 45°02′51″N 26°21′34″E / 45.0475°N 26.35944°E  | Încărcați imagine | Raportați eroare |
| 133321.14.03                              | Situl arheologic de la Vadu Săpat - Oncești - Budureasca 5 / ansamblu anonim (Categorie: locuire) (Tip: Necropolă)                                          | sat Vadu Săpat, comuna Vadu Săpat                 | Oncești - Budureasca 5                    | carpică II-III d.Ch                           | 1961                   | 45°02′51″N 26°21′34″E / 45.0475°N 26.35944°E  | Încărcați imagine | Raportați eroare |
| 133321.14.04                              | Situl arheologic de la Vadu Săpat - Oncești - Budureasca 5 / ansamblu anonim (Categorie: locuire) (Tip: așezare)                                            | sat Vadu Săpat, comuna Vadu Săpat                 | Oncești - Budureasca 5                    | Ipotești - Cândești sec. V - VII              | 1961                   | 45°02′51″N 26°21′34″E / 45.0475°N 26.35944°E  | Încărcați imagine | Raportați eroare |
| 133321.15.01                              | Situl arheologic de la Vadu Săpat-Brănești - Budureasca 6 / ansamblu anonim (Categorie: așezare) (Tip: așezare)                                             | sat Vadu Săpat, comuna Vadu Săpat                 | Brănești-Budureasca 6                     | La Tène - II                                  | 1961                   | 45°03′34″N 26°21′38″E / 45.05944°N 26.36056°E | Încărcați imagine | Raportați eroare |
| 133321.15.02                              | Situl arheologic de la Vadu Săpat-Brănești - Budureasca 6 / ansamblu anonim (Categorie: așezare) (Tip: așezare)                                             | sat Vadu Săpat, comuna Vadu Săpat                 | Brănești-Budureasca 6                     | Ipotești - Cândești sec. V - VII              | 1961                   | 45°03′34″N 26°21′38″E / 45.05944°N 26.36056°E | Încărcați imagine | Raportați eroare |
| 133321.16.01                              | Situl arheologic de la Vadu Săpat - La Poteci - Budureasca 10 / ansamblu anonim (Categorie: așezare) (Tip: așezare)                                         | sat Vadu Săpat, comuna Vadu Săpat                 | La Poteci - Budureasca 10                 | Starčevo - Criș                               | 1964                   |                                               | Încărcați imagine | Raportați eroare |
| 133321.16.02                              | Situl arheologic de la Vadu Săpat - La Poteci - Budureasca 10 / ansamblu anonim (Categorie: așezare) (Tip: așezare)                                         | sat Vadu Săpat, comuna Vadu Săpat                 | La Poteci - Budureasca 10                 | Monteoru                                      | 1964                   |                                               | Încărcați imagine | Raportați eroare |
| 133321.16.03                              | Situl arheologic de la Vadu Săpat - La Poteci - Budureasca 10 / ansamblu anonim (Categorie: așezare) (Tip: așezare)                                         | sat Vadu Săpat, comuna Vadu Săpat                 | La Poteci - Budureasca 10                 | La Tène                                       | 1964                   |                                               | Încărcați imagine | Raportați eroare |
| 133321.16.04                              | Situl arheologic de la Vadu Săpat - La Poteci - Budureasca 10 / ansamblu anonim (Categorie: așezare) (Tip: așezare)                                         | sat Vadu Săpat, comuna Vadu Săpat                 | La Poteci - Budureasca 10                 | Cireșanu sec. IV - V                          | 1964                   |                                               | Încărcați imagine | Raportați eroare |
| 133321.16.05                              | Situl arheologic de la Vadu Săpat - La Poteci - Budureasca 10 / ansamblu anonim (Categorie: așezare) (Tip: așezare)                                         | sat Vadu Săpat, comuna Vadu Săpat                 | La Poteci - Budureasca 10                 | Ipotești - Cândești sec. V - VII d.Ch.        | 1964                   |                                               | Încărcați imagine | Raportați eroare |
| 133321.18.01                              | Situl arheologic de la Vadu Săpat-Pe saduri - Budureasca 12 / ansamblu anonim (Categorie: așezare) (Tip: așezare)                                           | sat Vadu Săpat, comuna Vadu Săpat                 | Pe Saduri- Budureasca 12                  | Ipotești - Cândești                           | 1979                   |                                               | Încărcați imagine | Raportați eroare |
| 133321.19.01                              | Situl arheologic de la Vadu Săpat-Budureasca 13 - În pădure spre Malul Roșu / ansamblu anonim (Categorie: așezare) (Tip: așezare)                           | sat Vadu Săpat, comuna Vadu Săpat                 | În pădure spre Malul Roșu - Budureasca 13 | - II                                          | 1980                   |                                               | Încărcați imagine | Raportați eroare |
| 133321.19.02                              | Situl arheologic de la Vadu Săpat-Budureasca 13 - În pădure spre Malul Roșu / ansamblu anonim (Categorie: așezare) (Tip: așezare)                           | sat Vadu Săpat, comuna Vadu Săpat                 | În pădure spre Malul Roșu - Budureasca 13 | Ipotești - Cândești sec. V - VII              | 1980                   |                                               | Încărcați imagine | Raportați eroare |
| 133321.20.01                              | Situl arheologic de la Vadu Săpat-Budureasca 14 - La Galdare / ansamblu anonim (Categorie: așezare) (Tip: așezare)                                          | sat Vadu Săpat, comuna Vadu Săpat                 | Budureasca 14-La Galdare                  | Hallstatt                                     | 1965                   |                                               | Încărcați imagine | Raportați eroare |
| 133321.20.02                              | Situl arheologic de la Vadu Săpat-Budureasca 14 - La Galdare / ansamblu anonim (Categorie: așezare) (Tip: așezare)                                          | sat Vadu Săpat, comuna Vadu Săpat                 | Budureasca 14-La Galdare                  | La Tène - II și III                           | 1965                   |                                               | Încărcați imagine | Raportați eroare |
| 133321.21.01                              | Situl arheologic de la Vadu Săpat-Talpazan - Budureasca 15 / ansamblu anonim (Categorie: așezare) (Tip: așezare)                                            | sat Vadu Săpat, comuna Vadu Săpat                 | La Talpazan-Budureasca 15                 | Glina                                         |                        |                                               | Încărcați imagine | Raportați eroare |
| 133321.21.02                              | Situl arheologic de la Vadu Săpat-Talpazan - Budureasca 15 / ansamblu anonim (Categorie: așezare) (Tip: Necropolă)                                          | sat Vadu Săpat, comuna Vadu Săpat                 | La Talpazan-Budureasca 15                 |                                               |                        |                                               | Încărcați imagine | Raportați eroare |
| 133321.22.01                              | Situl arheologic de la Vadu Săpat - Budureasca 16 - Sila / ansamblu anonim (Categorie: așezare) (Tip: așezare)                                              | sat Vadu Săpat, comuna Vadu Săpat                 | Sila - Budureasca 16                      | - II                                          | 1965                   |                                               | Încărcați imagine | Raportați eroare |
| 133321.22.02                              | Situl arheologic de la Vadu Săpat - Budureasca 16 - Sila / ansamblu anonim (Categorie: așezare) (Tip: necropola)                                            | sat Vadu Săpat, comuna Vadu Săpat                 | Sila - Budureasca 16                      | Ipotești - Cândești sec. V - VII d.Hr.        | 1965                   |                                               | Încărcați imagine | Raportați eroare |
| 133321.23.01                              | Situl arheologic de la Vadu Săpat-Budureasca 17 - La Steluș / ansamblu anonim (Categorie: așezare) (Tip: așezare)                                           | sat Vadu Săpat, comuna Vadu Săpat                 | La Steluș - Budureasca 17                 | - D                                           | 1965                   |                                               | Încărcați imagine | Raportați eroare |
| 133321.23.02                              | Situl arheologic de la Vadu Săpat-Budureasca 17 - La Steluș / ansamblu anonim (Categorie: așezare) (Tip: așezare)                                           | sat Vadu Săpat, comuna Vadu Săpat                 | La Steluș - Budureasca 17                 | - II și III                                   | 1965                   |                                               | Încărcați imagine | Raportați eroare |
| 133321.23.03                              | Situl arheologic de la Vadu Săpat-Budureasca 17 - La Steluș / ansamblu anonim (Categorie: așezare) (Tip: așezare)                                           | sat Vadu Săpat, comuna Vadu Săpat                 | La Steluș - Budureasca 17                 | Ipotești - Cândești sec. V - VII              | 1965                   |                                               | Încărcați imagine | Raportați eroare |
| 133321.24.01                              | Situl arheologic de la Vadu Săpat-Budureasca 18 - La Loloaia / ansamblu anonim (Categorie: așezare) (Tip: așezare)                                          | sat Vadu Săpat, comuna Vadu Săpat                 | La Loloaia-Budureasca 18                  | - D                                           | 1965                   |                                               | Încărcați imagine | Raportați eroare |
| 133321.24.02                              | Situl arheologic de la Vadu Săpat-Budureasca 18 - La Loloaia / ansamblu anonim (Categorie: așezare) (Tip: așezare)                                          | sat Vadu Săpat, comuna Vadu Săpat                 | La Loloaia-Budureasca 18                  | - II-III                                      | 1965                   |                                               | Încărcați imagine | Raportați eroare |
| 133321.25.01                              | Situl arheologic de la Vadu Săpat-Budureasca 19 - La Oncică / ansamblu anonim (Categorie: așezare) (Tip: așezare)                                           | sat Vadu Săpat, comuna Vadu Săpat                 | Budureasca 19 - La Oncică                 | - final                                       | 1966                   |                                               | Încărcați imagine | Raportați eroare |
| 133321.26.01                              | Situl arheologic de la Vadu Săpat-Budureasca 20 - ,La via lui Ostașu / ansamblu anonim (Categorie: așezare) (Tip: așezare)                                  | sat Vadu Săpat, comuna Vadu Săpat                 | Budureasca 20 - La via lui Ostașu         |                                               |                        |                                               | Încărcați imagine | Raportați eroare |
| 133321.27.01                              | Așezarea Dudești de la Vadu Săpat - Budureasca 21 - La Hotarul cu Malu Roșu / ansamblu anonim (Categorie: așezare) (Tip: așezare)                           | sat Vadu Săpat, comuna Vadu Săpat                 | Budureasca 21 - La Hotarul cu Malu Roșu   | Dudești                                       | 1967                   |                                               | Încărcați imagine | Raportați eroare |
| 133321.28.01                              | Situl arheologic de la Vadu Săpat-Budureasca 22 - La Vrecea / ansamblu anonim (Categorie: necropolă) (Tip: Necropolă)                                       | sat Vadu Săpat, comuna Vadu Săpat                 | Budureasca 22 - La Vrecea                 | - D                                           | 1968                   |                                               | Încărcați imagine | Raportați eroare |
| 133321.28.02                              | Situl arheologic de la Vadu Săpat-Budureasca 22 - La Vrecea / ansamblu anonim (Categorie: necropolă) (Tip: necropola)                                       | sat Vadu Săpat, comuna Vadu Săpat                 | Budureasca 22 - La Vrecea                 | - II IV-II î.Hr.                              | 1968                   |                                               | Încărcați imagine | Raportați eroare |
| 133321.29.01                              | Așezarea medievală timpurie de la Vadu Săpat - Budureasca 23 / ansamblu anonim (Categorie: așezare) (Tip: așezare)                                          | sat Vadu Săpat, comuna Vadu Săpat                 | Budureasca 23                             | sec. X d.Hr.                                  |                        |                                               | Încărcați imagine | Raportați eroare |
| 133321.30.01                              | Situl arheologic de la Vadu Săpat-Budureasca 24 - La Stănescu / ansamblu anonim (Categorie: necropolă) (Tip: necropola)                                     | sat Vadu Săpat, comuna Vadu Săpat                 | La Stănescu -Budureasca 24                | Monteoru                                      | 1976                   |                                               | Încărcați imagine | Raportați eroare |
| 133321.31.01                              | Situl arheologic de la Vadu Săpat - Budureasca 25 / ansamblu anonim (Categorie: așezare) (Tip: așezare)                                                     | sat Vadu Săpat, comuna Vadu Săpat                 | Budureasca 25                             | sec. X d.Hr.                                  |                        |                                               | Încărcați imagine | Raportați eroare |
| 133321.31.02                              | Situl arheologic de la Vadu Săpat - Budureasca 25 / ansamblu anonim (Categorie: așezare) (Tip: Necropolă)                                                   | sat Vadu Săpat, comuna Vadu Săpat                 | Budureasca 25                             | sec. X d.Hr.                                  |                        |                                               | Încărcați imagine | Raportați eroare |
| 133321.32.01                              | Situl arheologic de la Vadu Săpat - Budureasca 26 / ansamblu anonim (Categorie: așezare) (Tip: așezare)                                                     | sat Vadu Săpat, comuna Vadu Săpat                 | Budureasca 26                             | Latene - II                                   | 1970                   |                                               | Încărcați imagine | Raportați eroare |
| 133321.32.02                              | Situl arheologic de la Vadu Săpat - Budureasca 26 / ansamblu anonim (Categorie: așezare) (Tip: așezare)                                                     | sat Vadu Săpat, comuna Vadu Săpat                 | Budureasca 26                             | Ipotești - Cândești sec. V - VII              | 1970                   |                                               | Încărcați imagine | Raportați eroare |
| 133321.33.01                              | Așezarea Latene de la Vadu Săpat-Budureasca 27 - Șapte Plopi / ansamblu anonim (Categorie: așezare) (Tip: așezare)                                          | sat Vadu Săpat, comuna Vadu Săpat                 | Budureasca 27 - Șapte Plopi               | Latene - I - II sec. V-II î.Hr.               | 1968                   |                                               | Încărcați imagine | Raportați eroare |
| 133321.34.01                              | Așezarea Latene de la Vadu Săpat - Budureasca 28 - La Balaban / ansamblu anonim (Categorie: așezare) (Tip: așezare)                                         | sat Vadu Săpat, comuna Vadu Săpat                 | Budureasca 28 - La Balaban                | Latene V-II î.Hr.                             | 1965                   |                                               | Încărcați imagine | Raportați eroare |
| 133321.35.01                              | Așezarea Latene de la Vadu Săpat-Budureasca 29 - La Misică / ansamblu anonim (Categorie: așezare)                                                           | sat Vadu Săpat, comuna Vadu Săpat                 | Budureasca 29 - La Misică                 | Latene V-II î.Ch.                             | 1965                   |                                               | Încărcați imagine | Raportați eroare |
| 133321.36.01                              | Situl arheologic de la Vadu Săpat-Budureasca 30 - La Pădure / ansamblu anonim (Categorie: așezare) (Tip: așezare)                                           | sat Vadu Săpat, comuna Vadu Săpat                 | Budureasca 30 - La Pădure                 |                                               | 1980                   |                                               | Încărcați imagine | Raportați eroare |
| 133321.36.02                              | Situl arheologic de la Vadu Săpat-Budureasca 30 - La Pădure / ansamblu anonim (Categorie: așezare) (Tip: așezare)                                           | sat Vadu Săpat, comuna Vadu Săpat                 | Budureasca 30 - La Pădure                 | Latene - II                                   | 1980                   |                                               | Încărcați imagine | Raportați eroare |
| 133321.37.01                              | Situl arheologic de la Vadu Săpat-Budureasca 31 / ansamblu anonim (Categorie: așezare) (Tip: așezare)                                                       | sat Vadu Săpat, comuna Vadu Săpat                 | Budureasca 31                             |                                               | 1981                   |                                               | Încărcați imagine | Raportați eroare |
| 133321.37.02                              | Situl arheologic de la Vadu Săpat-Budureasca 31 / ansamblu anonim (Categorie: așezare) (Tip: așezare)                                                       | sat Vadu Săpat, comuna Vadu Săpat                 | Budureasca 31                             | Latene - II                                   | 1981                   |                                               | Încărcați imagine | Raportați eroare |
| 133777.05.01                              | Situl arheologic de la Valea Cucului - La Salcâmi / ansamblu anonim (Categorie: locuire) (Tip: așezare)                                                     | sat Valea Cucului, comuna Iordăcheanu             | La Salcâmi                                |                                               | 2004                   | 45°04′23″N 26°14′31″E / 45.07306°N 26.24195°E | Încărcați imagine | Raportați eroare |
| 133777.05.02                              | Situl arheologic de la Valea Cucului - La Salcâmi / ansamblu anonim (Categorie: locuire) (Tip: așezare)                                                     | sat Valea Cucului, comuna Iordăcheanu             | La Salcâmi                                |                                               | 2004                   | 45°04′23″N 26°14′31″E / 45.07306°N 26.24195°E | Încărcați imagine | Raportați eroare |
| 133777.05.03                              | Situl arheologic de la Valea Cucului - La Salcâmi / ansamblu anonim (Categorie: locuire) (Tip: așezare)                                                     | sat Valea Cucului, comuna Iordăcheanu             | La Salcâmi                                |                                               | 2004                   | 45°04′23″N 26°14′31″E / 45.07306°N 26.24195°E | Încărcați imagine | Raportați eroare |
| 133777.05.04                              | Situl arheologic de la Valea Cucului - La Salcâmi / ansamblu anonim (Categorie: locuire) (Tip: așezare)                                                     | sat Valea Cucului, comuna Iordăcheanu             | La Salcâmi                                | sec II - III d.Ch.                            | 2004                   | 45°04′23″N 26°14′31″E / 45.07306°N 26.24195°E | Încărcați imagine | Raportați eroare |
| 133777.05.05                              | Situl arheologic de la Valea Cucului - La Salcâmi / ansamblu anonim (Categorie: locuire) (Tip: așezare)                                                     | sat Valea Cucului, comuna Iordăcheanu             | La Salcâmi                                |                                               | 2004                   | 45°04′23″N 26°14′31″E / 45.07306°N 26.24195°E | Încărcați imagine | Raportați eroare |
| 133777.02.01                              | Așezarea de epoca bronzului de la Valea Cucului - La Varnițe / ansamblu anonim (Categorie: locuire) (Tip: așezare)                                          | sat Valea Cucului, comuna Iordăcheanu             | La Varnițe                                |                                               | 2003                   |                                               | Încărcați imagine | Raportați eroare |
| 133777.03.01                              | Situl arheologic de la Valea Cucului - La Nicorești / ansamblu anonim (Categorie: locuire) (Tip: așezare)                                                   | sat Valea Cucului, comuna Iordăcheanu             | La Nicorești                              |                                               | 2004                   |                                               | Încărcați imagine | Raportați eroare |
| 133777.03.02                              | Situl arheologic de la Valea Cucului - La Nicorești / ansamblu anonim (Categorie: locuire) (Tip: așezare)                                                   | sat Valea Cucului, comuna Iordăcheanu             | La Nicorești                              | sec. II - III d. Ch.                          | 2004                   |                                               | Încărcați imagine | Raportați eroare |
| 133777.04.01                              | Așezarea arheologică de la Valea Cucului - Cătunul Piscu / ansamblu anonim (Categorie: locuire) (Tip: așezare)                                              | sat Valea Cucului, comuna Iordăcheanu             | Cătunul Piscu                             | Sântana de Mureș - Cerneahov sec. III - IV    |                        |                                               | Încărcați imagine | Raportați eroare |
| 133786.02.01                              | Așezarea de epoca bronzului de la Vărbila - La Izlaz II / ansamblu anonim (Categorie: locuire) (Tip: așezare)                                               | sat Vărbila, comuna Iordăcheanu                   | La Izlaz II                               |                                               | 2005                   | 45°01′45″N 26°13′32″E / 45.02917°N 26.22556°E | Încărcați imagine | Raportați eroare |
| 133786.03.01                              | Așezarea Latene de la Vărbila - La Lac / ansamblu anonim (Categorie: locuire) (Tip: așezare)                                                                | sat Vărbila, comuna Iordăcheanu                   | La Lac                                    | Latene                                        | 2005                   |                                               | Încărcați imagine | Raportați eroare |
| 131755.01.01                              | Așezarea medievală de la Valea Mieilor - Pe Terasă / ansamblu anonim (Categorie: locuire) (Tip: așezare)                                                    | localitate componentă Valea Mieilor, oraș Urlați  | Pe Terasă                                 | sec. XVII - XVIII                             | 2003                   | 44°57′58″N 26°13′18″E / 44.96611°N 26.22167°E | Încărcați imagine | Raportați eroare |
| 131755.02.01                              | Așezarea medievală de la Valea Mieilor - Ferma 9 / ansamblu anonim (Categorie: locuire) (Tip: așezare)                                                      | localitate componentă Valea Mieilor, oraș Urlați  | Ferma 9                                   |                                               | 2003                   | 44°57′59″N 26°13′39″E / 44.96639°N 26.2275°E  | Încărcați imagine | Raportați eroare |
| 131773.01.01                              | Așezarea Sântana de Mureș de la Valea Pietrei - La Cimitir / ansamblu anonim (Categorie: locuire) (Tip: așezare)                                            | localitate componentă Valea Pietrei, oraș Urlați  | La Cimitir                                | Sântana de Mureș - Cerneahov                  | 2002                   | 45°00′32″N 26°13′19″E / 45.00889°N 26.22194°E | Încărcați imagine | Raportați eroare |
| 131755.03.01                              | Așezarea medievală de la Valea Mieilor - Ferma 9 II / ansamblu anonim (Categorie: locuire) (Tip: așezare)                                                   | localitate componentă Valea Mieilor, oraș Urlați  | Ferma 9 II                                |                                               | 2002                   | 44°57′53″N 26°13′42″E / 44.96472°N 26.22833°E | Încărcați imagine | Raportați eroare |
| 135495.01.01                              | Situl de la Varnița - Lângă Cimitir / ansamblu anonim (Categorie: locuire) (Tip: așezare)                                                                   | sat Varnița, comuna Șirna                         | Lângă Cimitir                             |                                               | 2012                   | 44°48′33″N 25°56′04″E / 44.80917°N 25.93444°E | Încărcați imagine | Raportați eroare |
| 135495.01.02                              | Situl de la Varnița - Lângă Cimitir / ansamblu anonim (Categorie: locuire) (Tip: așezare)                                                                   | sat Varnița, comuna Șirna                         | Lângă Cimitir                             |                                               | 2012                   | 44°48′33″N 25°56′04″E / 44.80917°N 25.93444°E | Încărcați imagine | Raportați eroare |